# Квітень 2006
Квітень 2006 — четвертий місяць 2006 року, що розпочався у суботу 1 квітня та закінчився у неділю 30 квітня.

## Події
- 6 квітня — США оголосили про плани по створенню до 2015 року мегацентру виробництва ядерної зброї, здатної виробляти до 125 ядерних боєзарядів на рік.
- 9 і 23 квітня — парламентські вибори в Угорщині, соціал-демократи Ференца Дьюрчаня утрималися у владі.
- 25 квітня — Іран заявив про готовність надати ядерні технології в розпорядження інших країн.
- 27 квітня — відкрито астероїд 2006 HZ51.